# شروزبوري وأتشام (دائرة انتخابية في المملكة المتحدة)
شروزبوري وأتشام (بالإنجليزية: Shrewsbury and Atcham)‏ هي إحدى الدوائر الانتخابية في المملكة المتحدة الممثلة في مجلس العموم في برلمان المملكة المتحدة.
عضو البرلمان الذي يمثلها حالياً هو :Daniel Kawczynski (Con).